# T-X-Programm

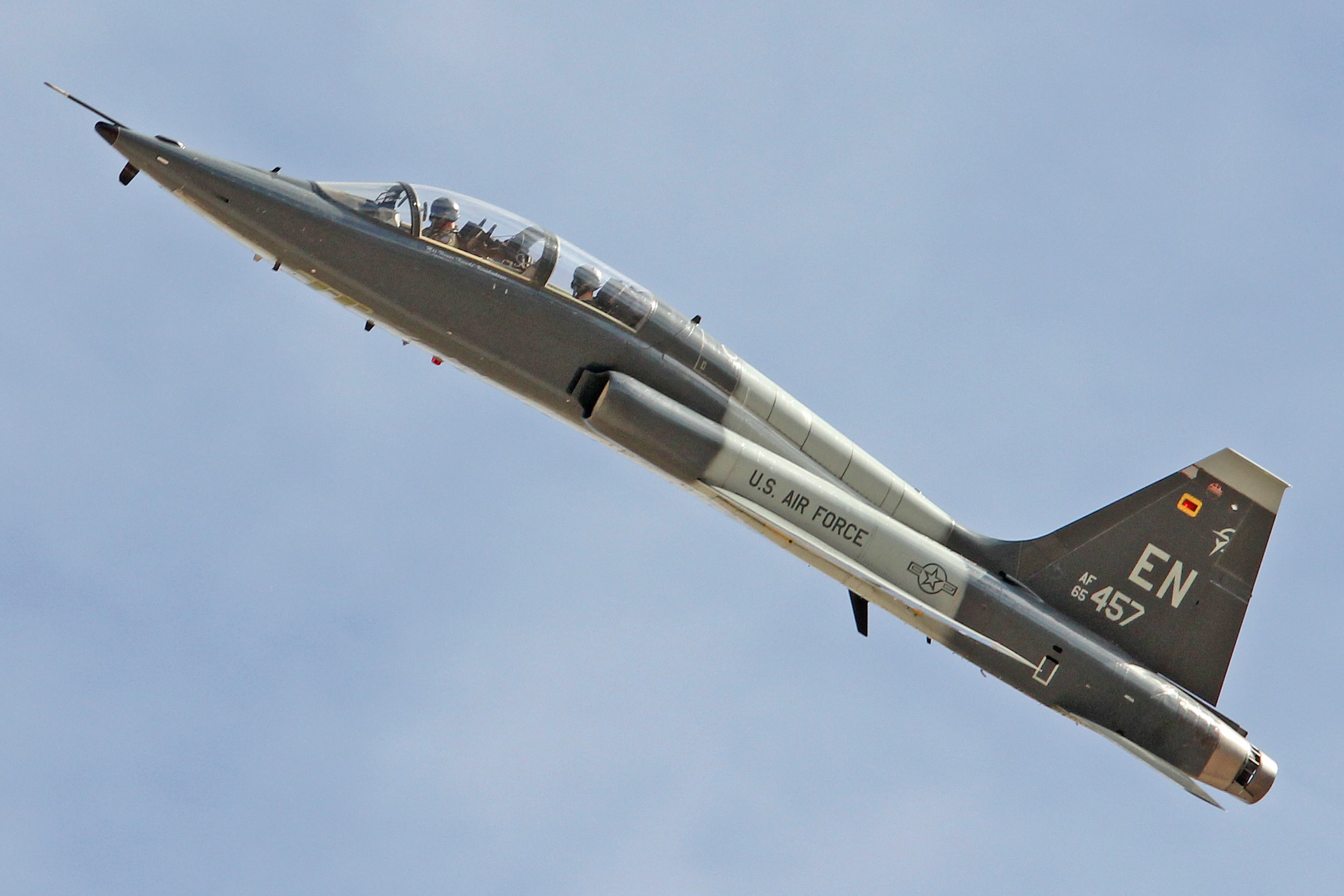
Die Northrop T-38, die durch das T-X-Programm ersetzt werden soll

Das T-X-Programm der United States Air Force soll das mehr als 50-jährige Schulflugzeug Northrop T-38 ersetzen. Geplant sind 350 neue Schulungsflugzeuge, die Initial Operating Capability soll 2024 erreicht werden und insgesamt kostet das Programm 16,3 Mrd. Dollar. Für das Programm beworben hatten sich unter anderem:
- Die Boeing T-X von Saab und Boeing (Neuentwicklung)
- Die KAI T-50 von Korea Aerospace Industries und Lockheed Martin
- Die Alenia Aermacchi M-346 von Leonardo S.p.A. und Raytheon

Zurückgezogen hat sich Textron mit ihrer Scorpion.
Am 27. September 2018 gab die U.S. Air Force die Gemeinschaftsentwicklung von Boeing und Saab als Sieger des T-X-Programmes bekannt, mindestens 90 % des Flugzeuges soll in den USA produziert werden.